# Înapoi în viitor
Înapoi în viitor  (engleză Back to the Future) este un film american de comedie științifico-fantastică realizat în anul 1985. Filmul a avut cele mai mari încasări ale anului 1985, cu 210,6 milioane USD în Statele Unite ale Americii, plus 173 milioane USD în celelalte țări.

## Rezumat
Marty McFly este un adolescent american obișnuit al anilor '80. El locuiește cu cei doi frați ai săi și cu părinții în Hill Valley, un oraș imaginar din California. El are o iubită frumoasă, Jennifer Parker. Într-o noapte din octombrie 1985, este trimis în mod accidental înapoi în timp pe data de 5 noiembrie 1955 într-o mașină a timpului DeLorean, alimentată cu plutoniu, al cărei inventator "Doc" Emmett Brown, este un om de știință nebun.
În timpul incredibilei călătorii în timp, Marty trebuie să se asigure că părinții săi, adolescenți acum, Crispin Glover și Lea Thompson, se întâlnesc și se îndrăgostesc pentru ca el să poată reveni în viitor.

## Distribuție
- Michael J. Fox – Marty McFly
- Christopher Lloyd – Dr. Emmett "Doc" Brown
- Lea Thompson – Lorraine Baines-McFly
- Crispin Glover – George McFly
- Thomas F. Wilson – Biff Tannen
- Claudia Wells – Jennifer Parker
- James Tolkan – Mr. Strickland
- Marc McClure – Dave McFly
- Wendie Jo Sperber – Linda McFly